# Leigong Shan
Leigong Shan (chinesisch 雷公山) ist ein 81 m hoher Hügel auf Fisher Island vor der Ingrid-Christensen-Küste des ostantarktischen Prinzessin-Elisabeth-Lands. Er ragt auf der Halbinsel Shanyangwei Bandao auf.
Chinesische Wissenschaftler benannten die Gruppe bei Vermessungen und Kartierungen im Jahr 1992. Namensgeber ist der Donnergott Lei Gong aus dem chinesischen Volksglauben.